# Phytoseius ribagai
Phytoseius ribagai är en spindeldjursart som beskrevs av Athias-Henriot 1960. Phytoseius ribagai ingår i släktet Phytoseius och familjen Phytoseiidae. Inga underarter finns listade i Catalogue of Life.